# Apels Garten

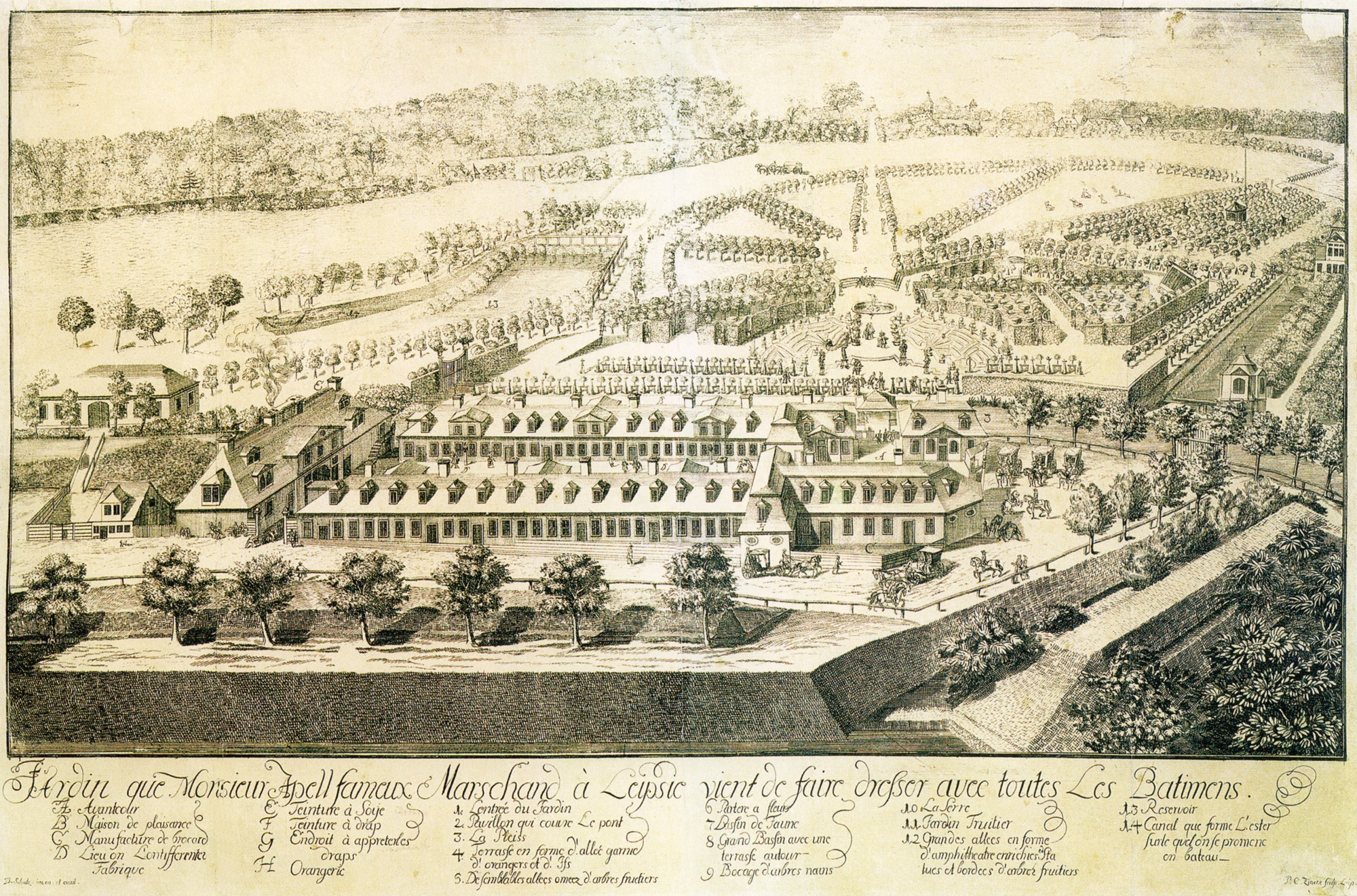
Apels Garten um 1720, davor die Manufakturgebäude

Apels Garten war einer der berühmten Barockgärten der Stadt Leipzig, der sich westlich der ummauerten Innenstadt erstreckte.

## Geschichte
Im 17. und 18. Jahrhundert ließen erfolgreiche Leipziger Handelsherren auf dem Gelände vor der Stadtmauer nach dem Vorbild französischer Könige zahlreiche Gärten anlegen, die vor allem ihren Repräsentationsbedürfnissen dienten. Neben dem Großbosischen Garten, dem Kleinbosischen und Richters Garten war Apels Garten einer der weit über die Grenzen der Stadt bekannten und bewunderten Leipziger Barockgärten.
Der aus Quedlinburg stammende und in Leipzig zum Großkaufmann aufgestiegene Andreas Dietrich Apel (1662–1718) erbte um 1700 von seinem Schwiegervater Jonas Barniske den vor dem Thomaspförtchen liegenden Bieringischen Garten, der schon seit 1629 bestand und den Apel durch den 1701 erfolgten Kauf der gegenüber der Pleißenburg liegenden Schlosswiese erweiterte. August der Starke – der bei einem Besuch in Leipzig bei Apel verweilte und von dessen Gattin Dorothea Elisabeth († 1727) sehr angetan war – schenkte dieser ein weiteres Grundstück, so dass das Ehepaar Apel ein zusammenhängendes Gelände in der heutigen Inneren Westvorstadt besaß, das im Norden und Osten vom Pleißemühl- bzw. Diebesgraben, im Süden und Westen von der Alten Pleiße begrenzt wurde.

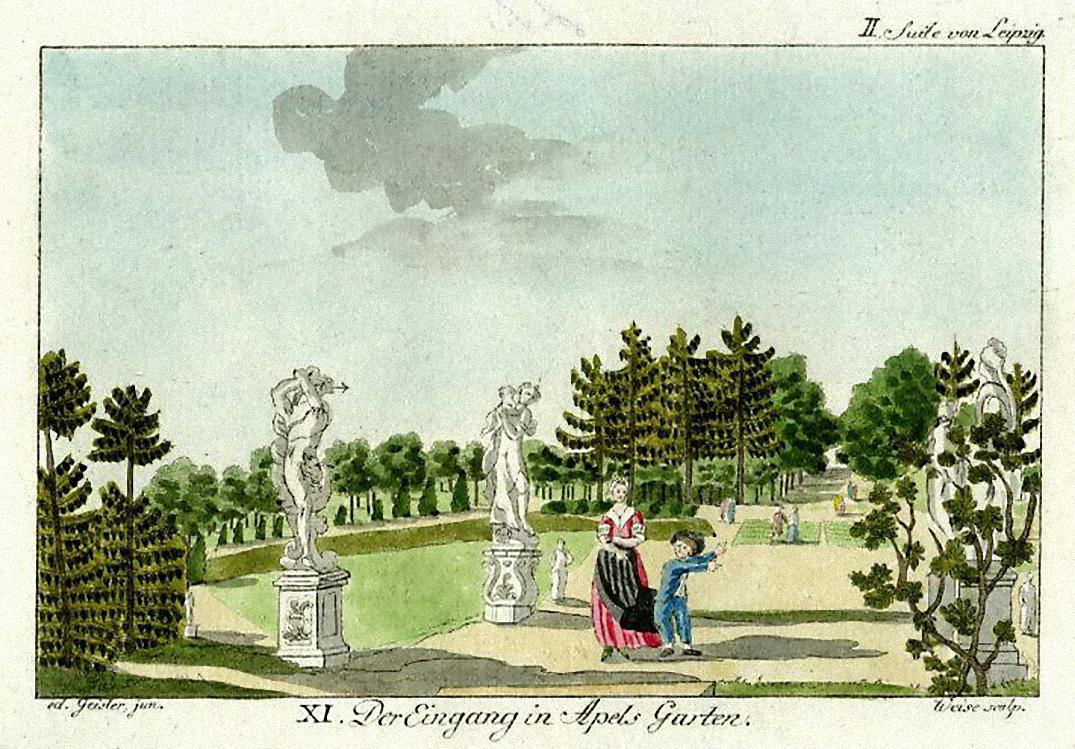
Der Eingang zu Apels Garten mit den Statuen von Balthasar Permoser

Dort entstand seit 1702 unter Leitung des Gartenbaumeisters und Architekten David Schatz (1667–1750) einer der schönsten Barockgärten Deutschlands. Diese Parkanlage war in Form eines Fächers angelegt, wobei deren Zentrum am heutigen Dorotheenplatz lag, das durch einen Hauptweg (die heutige Otto-Schill-Straße) und eine Brücke über den Pleißemühlgraben an die damalige Promenade angeschlossen war. Des Weiteren führten vom Zentrum des Gartens drei strahlenförmig, verlaufende Wege nach Nordwesten, nach Westen und nach Südwesten, an die heute noch die Verläufe der Elster-, der Kolonnaden- und der Reichelstraße erinnern.
Die Alleen-Achsen des Fächers waren von hohen Heckenwänden gesäumt und ermöglichten einen Ausblick auf die umliegende Landschaft. Springbrunnen, Orangerien und Pavillons, die durch Laubengänge verbunden waren, luden zum Verweilen oder Flanieren ein. Die Bildhauer Paul Heermann (1673–1732) und Balthasar Permoser (1651–1732) schufen die im Eingangsbereich aufgestellten Statuen der antiken römischen Götter Jupiter, Juno, Venus und Mars. Kopien von zwei dieser Statuen stehen heute auf dem Dorotheenplatz. Weitere wertvolle Plastiken Permosers standen in den Nischen des Gartens. Eine zusätzliche Attraktion war das am Pleißemühlgraben auf dem Grundstück der heutigen Otto-Schill-Straße 3 errichtete, jedoch schon im Siebenjährigen Krieg (1756–1763) zerstörte „Apels Bad“.

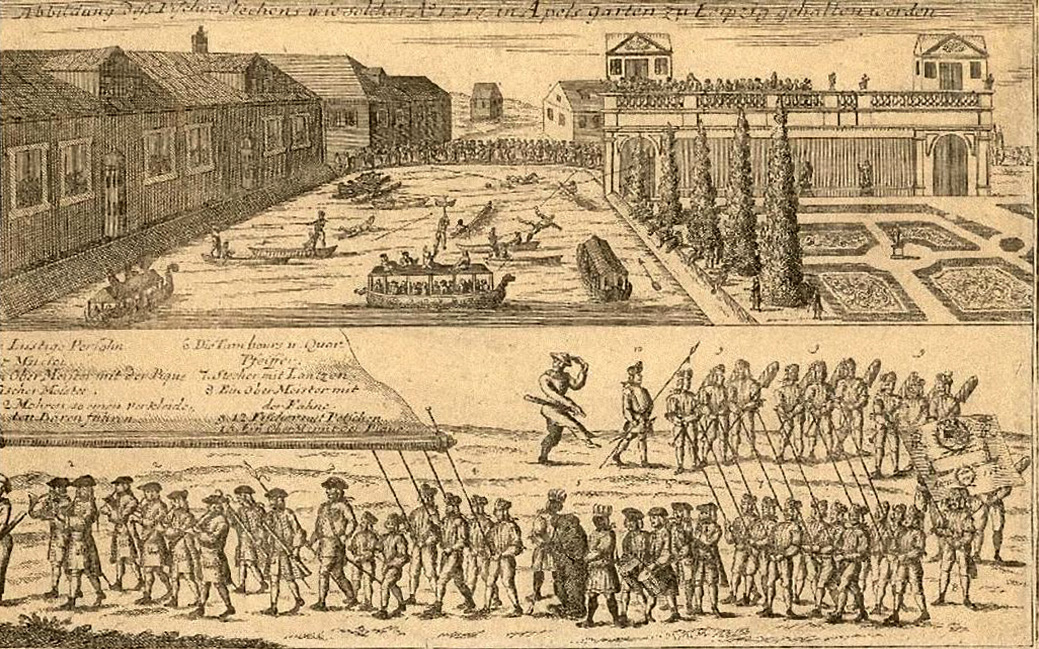
Fischerstechen in Apels Garten 1717

Des Weiteren ließ der Architekt David Schatz Seitenarme der Pleiße durch das Gelände des Gartens führen und zahlreiche Kanäle anlegen. Damit schuf er Möglichkeiten zu Boots- und Gondelfahrten, die während der sommerlichen Wasserfeste nachts von Fackeln illuminiert wurden. Das bedeutendste Fest fand aus Anlass des 44. Geburtstages des Kurfürsten am 12. Mai 1714 statt, wo venezianische Fischer erstmals die Anwesenden mit dem Brauch des dann alljährlich stattfindenden Fischstechens unterhielten. Außerdem blühte in Apels Garten seit 1723 der Kaffeebaum und seit 1756 veranstaltete dort das „Große Concert“ Sommerkonzerte.
Andreas Dietrich Apel sorgte dafür, dass neben den Gebäuden seiner Manufakturen und Werkstätten auch die Wohnungen der Arbeiter in die Gartenanlage integriert wurden. Damit stellte er sich bewusst – auf fast revolutionäre Weise – gegen das Vorbild der französischen Prachtgärten, in denen die einfache Bevölkerung nicht geduldet wurde. Der, einerseits von Apels Geschäftstüchtigkeit beeindruckte, andererseits von dessen grünen Kreationen begeisterte sächsische Kurfürst beauftragte schließlich ihn und seine Gärtner mit der Betreuung der Orangerien in Dresden. Ebenso stand Apels Garten den sächsischen Kurfürsten stets zu geselligen Veranstaltungen offen, und wenn dieser die Messestadt besuchte, nahm er stets bei Apel Quartier (siehe hierzu: Apels Haus).

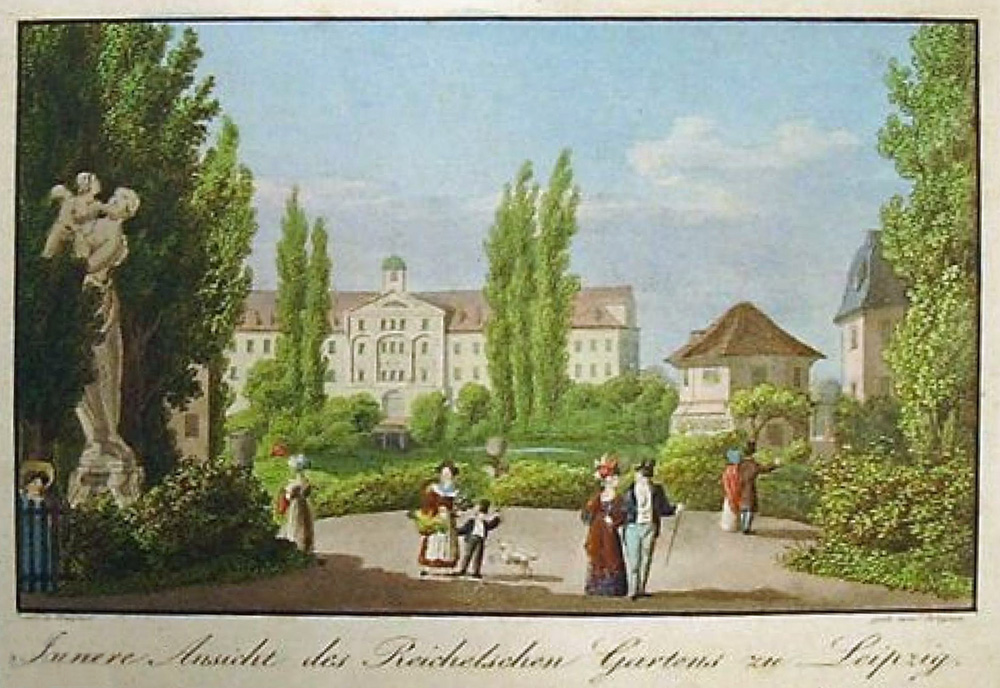
Reichels Garten mit dem neuen Mittelhaus

Nach dem Tod des Fabrikanten fiel der Garten zu gleichen Teilen an dessen Kinder, die die Anlage weiter pflegten und diese Sehenswürdigkeit der Stadt bis zur Versteigerung im Jahr 1770 erhielten. Goethe schrieb noch 1765 an seine Schwester Cornelia: „Die Leipziger Gärten sind so prächtig, als ich in meinem Leben etwas gesehen habe. Ich schicke Dir vielleicht einmal das Prospekt von der Entrée des Apelgarten, der ist königlich.“ Doch bereits 1784 wurde berichtet, dass der Garten nicht mehr gepflegt wird. Die ursprüngliche Gartenanlage war verändert, Gebiete waren abgetrennt und verkauft worden.
1787 erwarb der Kaufmann Erdmann Traugott Reichel (1748–1832) den (verkleinerten) Garten, der von nun an Reichels Garten hieß und begann mit der Errichtung von Wohnbauten im Gartengelände
Im Februar 1923 wurde eine Straße in der Inneren Westvorstadt nach Apels Garten benannt. Ebenso erinnert der Name eines Restaurants in der Kolonnadenstraße an den ehemaligen Barockgarten.